# الین (ویرجینیای غربی)
الین، غرب ویرجینیا (به انگلیسی: Allen, West Virginia) یک منطقهٔ مسکونی در ایالات متحده آمریکا است که در ویرجینیای غربی واقع شده‌است.

## خصوصیات
الین ۲۷۰٫۰۶ متر بالاتر از سطح دریا واقع شده‌است.